# Berdoues
 Berdoues  là một xã thuộc tỉnh Gers trong vùng Occitanie tây nam nước Pháp. Xã này có độ cao trung bình 162 mét trên mực nước biển.